# Rechazo de Jesús

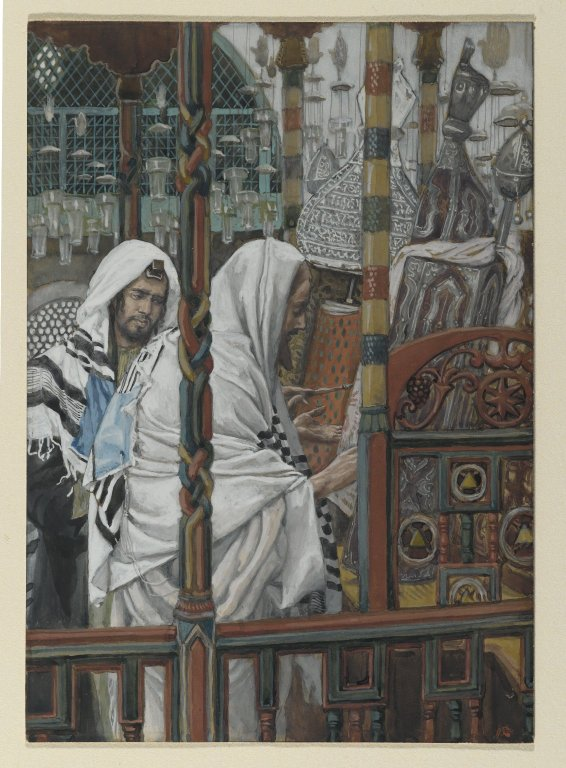
Jesús enseña en la Sinagoga, James Tissot, Museo de Brooklyn

Los evangelios canónicos del Nuevo Testamento incluyen algunos relatos de rechazo a Jesús durante su ministerio. Jesús en el judaísmo, Jesús en el islam y el punto de vista de Jesús histórico son formas diferentes de abordar el asunto y difieren del Jesús en el cristianismo. Este artículo trata del rechazo en los evangelios.

## Rechazo en su ciudad natal
En un relato conservado en los evangelios sinópticos Marcos  6:1-6, Mateo  13:54-58 y Lucas  4:16-30), Jesús fue vehementemente rechazado por la gente de su ciudad natal, que Lucas especifica como Nazaret. Este incidente ocurrió inmediatamente después de la Tentación de Jesús en el desierto de Judea.
En los sinópticos, después que Jesús hubiera iniciado su ministerio - y antes de la muerte de Juan Bautista - él retornó a su ciudad natal. Entra en una sinagoga durante el Sabbath para predicar. Lucas afirma que Jesús realizó una lectura de las escrituras y alegó ser la realización de la profecía contenida en los versículos de Isaías  61:1-2, mientras que los demás evangelios no citan este detalle. Todos ellos describen al público cuestionando negativamente el origen de sus enseñanzas y criticándolo por ser solo un carpintero (en Marcos) o el hijo de uno  de ellos (en Mateo).
En Mateo y en Marcos, el público también aparece refiriéndose a Jesús cómo el hermano de Santiago, Simón, José y Judas (en Marcos también aparecen citadas, pero no nombradas, las hermanas de Jesús) como si ellos fueran solo personas ordinarias en la ciudad, criticando a Jesús por su comportamiento diferente.
Según los evangelios, Jesús entonces rebate los argumentos (con variantes del mismo argumento en cada evangelio): «No hay profeta sin honra, sino en su tierra y en su casa. Esta frase es citada en Juan.
Mateo afirma que Jesús no hizo muchos milagros a causa de la "falta de fe de ellos". En un pasaje similar, Marcos afirma que Jesús no fue capaz de realizar ningún milagro allí, excepto la cura de unos pocos enfermos. Lucas añade que Jesús  cuenta una historia sobre cómo, durante el tiempo de Elías, solo una mujer de Sidón fuera salva y como, durante la época de Eliseo, aunque hubiera muchos leprosos en Israel, solo un sirio había sido purificado. Esto, en consonancia con Lucas,, hizo que Jesús fuera atacado y perseguido hasta la cumbre de una colina, de donde se pretendía tirarlo. Él consiguió, con todo, huir. Algunos académicos concluyen que la precisión de la versión de Lucas es cuestionable, en particular en este caso, justamente porque en Nazaret no hay "colinas".
La visión negativa de la familia de Jesús también puede estar relacionada con el conflicto entre Pablo de Tarso y los judeocristianos. Wilson (1992) defendió la hipótesis de que la relación negativa entre Jesús y su familia fue puesta en los evangelios (especialmente en Marcos, por ejemplo, Marcos  3:20-21, Marcos  3:31-35) para disuadir a los primeros cristianos sobre seguir el culto a Jesús que era administrado por la familia de Él. Wilson dice: "...no sería sorprendente si otros sectores de la Iglesia, particularmente los gentiles, les gustara contar historias sobre Jesús como un hombre que no había obtenido la simpatía y ni el apoyo de su familia". Butz es más sucinto: "...en la época en que Marcos estaba escribiendo, a finales de la década de 60, las iglesias gentiles fuera de Israel estaban comenzando a resentirse de la autoridad ejercida en Jerusalén, donde Santiago, hermano de Jesús, y los apóstoles eran los líderes, proporcionando así un motivo para la actitud contra la familia de Jesús en Marcos... ". Otros proeminentes académicos como Crosson, Mack y Painter están de acuerdo con esta tesis.

## Rechazo de los constructores
Mateo  21:42, Hechos 4:11 y Marcos  12:10 citan a Jesús siendo la piedra angular (utilizada en una construcción) que fue rechazada por los constructores. 1 Pedro  2:7 discute este rechazo. Algunos teólogos sugieren que el objetivo de Jesús no era desvalorizarse por haber sido rechazado y sí desvalorizar a los que lo rechazaron. La piedra que los constructores rechazaron también es citada en Salmos  118:22, que tiene incluso la misma elección de palabras y aparece en el contexto del supercesionismo (la "teología de la sustitución", que predica que los Evangelios vinieron para sustituir las antiguas Escrituras judías).

## Corozaín, Betsaida y Cafarnaúm y Decápolis

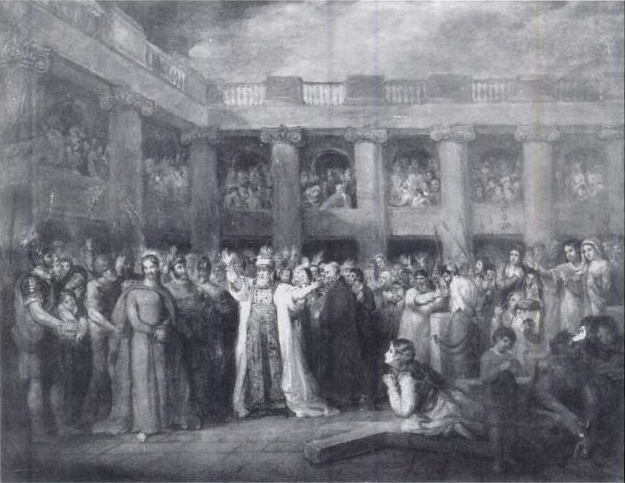
Cristo rechazado.1822. Por William Dunlap, actualmente en la Universidad de Princeton.

En consonancia con Mateo  11:21-24 y Lucas  10:13-15, las villas galileas de Corozaín, Betsaida y Cafarnaúm no se arrepintieron en respuesta a las enseñanzas de Jesús y, por eso, Él declaró su condenación al Hades. Según Mateo:

¡Ay de ti, Corozaín! ¡Ay de ti, Betsaida! porque si en Tiro y en Sidón fueran hechas las maravillas que han sido hechas en vosotras, en otro tiempo se hubieran arrepentido en saco y en ceniza.
Por tanto os digo, que a Tiro y a Sidón será más tolerable el castigo en el día del juicio, que para vosotras.

Y tú, Cafarnaúm, que eres levantada hasta el cielo, hasta los infiernos te hundirás; porque si en Sodoma fueran hechas las maravillas que han sido hechas en ti, aún existiría el día de hoy.

## Mal recibido en una villa samaritana
En consonancia con Lucas  9:51-56, cuando Jesús entró en una villa samaritana, no fue bien recibido por estar yendo en dirección a Jerusalén (había una gran disputa entre los judíos, con su Templo de Jerusalén, y los samaritanos, con su templo en el Monte Guerizín). Los discípulos de Jesús querían invocar el fuego del cielo sobre la villa, pero Jesús los reprende y ellos continuaron el viaje hasta la villa siguiente.

## Muchos discípulos le abandonan
Juan  6:60-66 relata que muchos discípulos abandonaron a Jesús después de que él dijera que aquellos que coman su cuerpo y beban su sangre permanecerán con él y tendrán la vida eterna. En Juan  6:67-71, Jesús pregunta a los apóstoles si ellos también desean irse, pero Pedro responde: Señor, ¿a quién iremos? tú tienes palabras de vida eterna.

## Juicio en el Sanedrín
Después del incidente con los cambistas en el Templo, Jesús fue arrestado y enviado al Sanedrín, que rechazó su defensa y lo envió a Poncio Pilatos (ver Jesús ante Pilato) para que fuera condenado a la muerte, puesto que los judíos no tenían la potestad de condenar a muerte después de la conquista romana.

## Rechazo como mesías judío
Jesús es rechazado en el Judaísmo como un fallido pretendiente a ser el mesías judío y como un falso profeta por todas las denominaciones judías mayoritarias. El judaísmo también considera la adoración de cualquier persona una forma de idolatría, y rechaza la afirmación de que Jesús fuera divino. Sin embargo, las organizaciones judeo-mesiánicas, que no son consideradas judías por ninguna denominación judía mayoritaria, como Judíos por Jesús han defendido que es el Mesías prometido por la Torá y los Profetas. 
- El judaísmo afirma que Jesús no cumplió las profecías mesiánicas marcando el comienzo de una era de paz universal (Isaías 2:4), construyendo el Tercer Templo (9), y reuniendo a todos los judíos de vuelta a la Tierra de Israel (9). [17]
- El judaísmo considera que la adoración de cualquier persona es una forma de idolatría, rechazando las afirmaciones de que Jesús era divino, un intermediario de Dios o parte de una Trinidad.[18][14][19][20]
- Los judíos creen que el Mesías será descendiente directo (de sangre) del rey David a través de Salomón por parte de su padre y que nacerá naturalmente de marido y mujer (Génesis  49:10-19, Isaías 11:1, Jeremías 23:5, 9, Ezequiel 34:23-24,9).
- "La cuestión es ésta: que toda la cristología de la Iglesia -todo el complejo de doctrinas sobre el Hijo de Dios que murió en la Cruz para salvar a la humanidad del pecado y de la muerte- es incompatible con el judaísmo, y de hecho está en discontinuidad con el hebraísmo que lo precedió."[21]
- "Aparte de su creencia en Jesús como Mesías, el cristianismo ha alterado muchos de los conceptos más fundamentales del judaísmo". (Kaplan, Aryeh)[22]
- "...la doctrina de Cristo era y seguirá siendo ajena al pensamiento religioso judío."[23]
- "Durante dos mil años, los judíos rechazaron la afirmación de que Jesús cumplió las profecías mesiánicas de la Biblia hebrea, así como las afirmaciones dogmáticas sobre él hechas por los padres de la Iglesia: que nació de una virgen, que era el hijo de Dios, que formaba parte de una Trinidad divina y que resucitó tras su muerte. ... Durante dos mil años, un deseo central del cristianismo fue ser objeto de deseo por parte de los judíos, cuya conversión demostraría su aceptación de que Jesús ha cumplido sus propias profecías bíblicas."[24]
- "Ningún judío acepta a Jesús como el Mesías. Cuando alguien hace ese compromiso de fe, se convierte en cristiano. No es posible que alguien sea cristiano y judío a la vez."

Por parte judía, los relatos del rechazo judío a Jesús ocupan un lugar destacado en el Birkat haMinim de la Amidá y en el Talmud. El Talmud indica que el rabino Gamaliel II ordenó a Samuel ha-Katan que escribiera otro párrafo para la plegaria central de la Amidá, arremetiendo contra los delatores y herejes (cristianos primitivos), que se insertó como duodécimo párrafo en la secuencia moderna (Birkat haMinim).
En el lado cristiano, los relatos del rechazo judío a Jesús ocupan un lugar destacado en el Nuevo Testamento, especialmente en el Evangelio de Juan. Por ejemplo, en Juan Jesús se mueve por Galilea pero evita Judea, porque "los judíos/judeos" buscaban una oportunidad para matarlo. En John muchos decían ″tiene un demonio, y está loco″. En John algunos decían "es un buen hombre" mientras que otros decían que engaña a la gente, pero todo esto eran "susurros", nadie hablaba públicamente por "miedo a los judíos/judeos". El rechazo judío también se registra en 9, 9, 9 y 9. 12:42 dice que muchos creyeron, pero lo mantuvieron en privado, por temor a que los fariseos los excluyeran de la Sinagoga, véase también Concilio de Jamnia.
Según Jeremy Cohen

[a]ntes de que aparecieran los Evangelios, el apóstol Pablo (o, más probablemente, uno de sus discípulos) retrató a los judíos como los asesinos de Cristo ... Pero aunque el Nuevo Testamento señala claramente a los judíos como responsables de la muerte de Jesús, Pablo y los evangelistas aún no condenaban a todos los judíos, por el hecho mismo de su judaísmo, como asesinos de Dios y de su mesías. Sin embargo, esa condena no tardaría en llegar" <

Emil Fackenheim escribió en 1987:

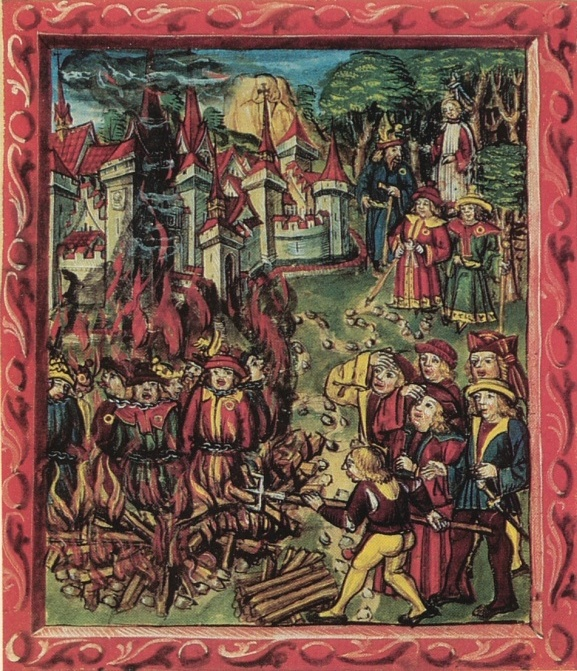
Judíos (identificados con distintivos amarillos) siendo quemados en la hoguera, del Luzerner Schilling (1513)

"... Salvo en las relaciones con los cristianos, el Cristo del cristianismo no es una cuestión judía. Simplemente no puede haber diálogo digno de ese nombre a menos que los cristianos acepten—es más, atesoren—el hecho de que los judíos a través de los dos milenios de cristianismo han tenido una agenda propia. No puede haber un diálogo judeo-cristiano digno de ese nombre a menos que se abandone una actividad cristiana: las misiones a los judíos. Debe abandonarse, además, no como una estrategia temporal sino en principio, como un error teológico bimilenario. Uno vacila en contemplar el costo de ese error en amor cristiano y sangre judía."

## Comentarios de los Padres de la Iglesia
San Jerónimo: "Después de las parábolas que el Señor habló al pueblo, y que sólo entienden los Apóstoles, pasa a su patria para enseñar también allí."
Juan Crisóstomo: "Por su propia patria se refiere aquí a Nazaret; porque no fue allí, sino en Cafarnaún, donde, como se dice más abajo, hizo tantos milagros; pero a éstos les muestra su doctrina, causando no menos asombro que sus milagros."
San Remigio: "Enseñaba en sus sinagogas, donde se reunía gran número, porque para la salvación de la multitud había venido del cielo a la tierra. A esto sigue: "Y se maravillaban y decían: ¿De dónde tiene éste tanta sabiduría y tantos milagros? Su sabiduría se refiere a su doctrina, y sus maravillas a sus milagros."

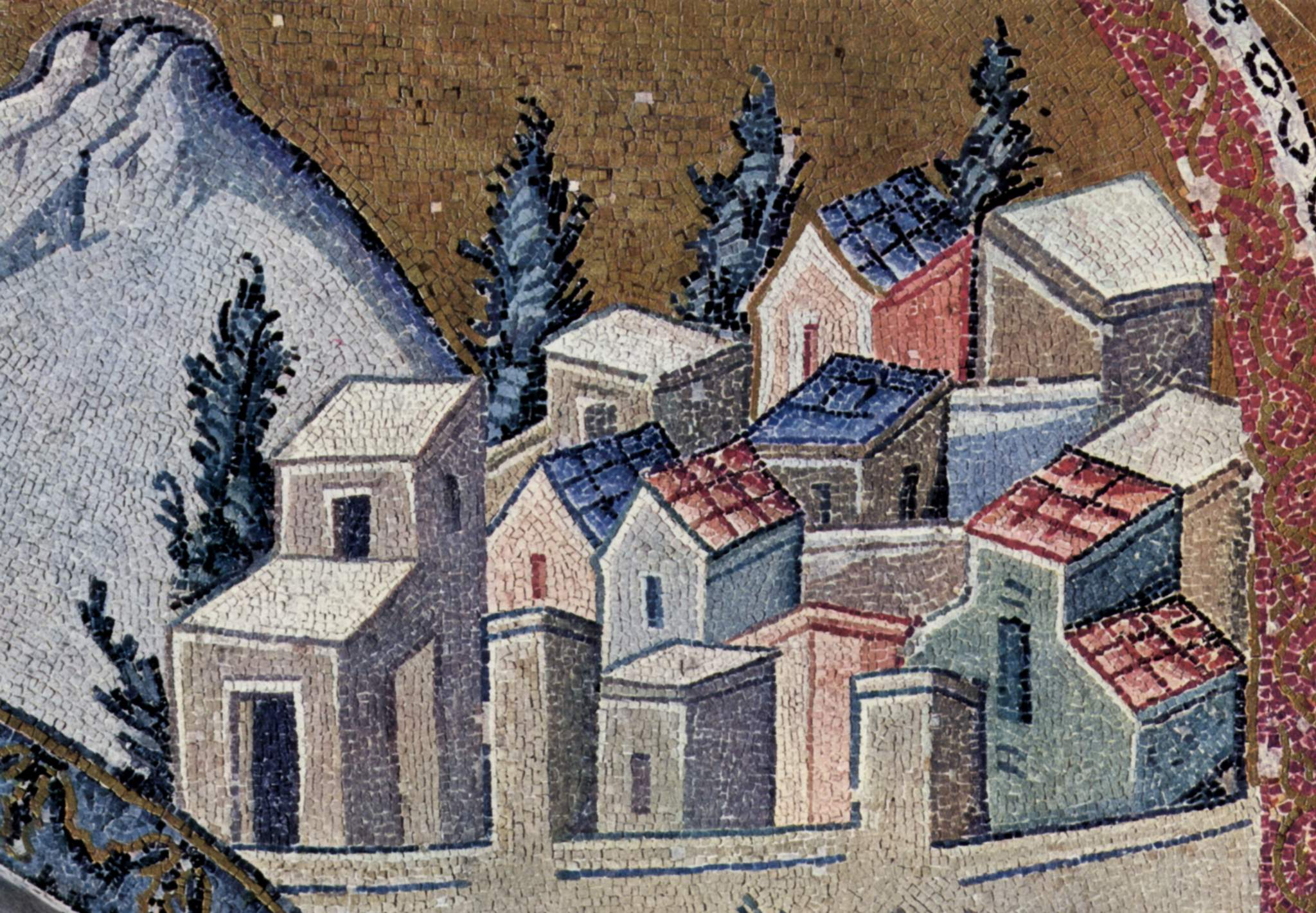
Nazaret representada en un mosaico bizantino

 San Jerónimo: "¡Maravillosa locura de los nazarenos! Se preguntan de dónde la Sabiduría misma tiene sabiduría, de dónde el Poder tiene obras poderosas. Pero la fuente de su error está cerca, porque lo consideran Hijo de un carpintero; como dicen: ¿No es éste el hijo del carpintero?"
Juan Crisóstomo: "Por eso eran insensatos en todo, pues le estimaban poco a causa del que era tenido por su padre, a pesar de los muchos casos antiguos de hijos ilustres nacidos de padres innobles; como David, hijo de un labrador, Jesé; Amós, hijo de un pastor, él mismo pastor. Y debían haberle honrado más abundantemente, porque, viniendo de tales padres, hablaba de tal manera; mostrando claramente que no procedía de la industria humana, sino de la gracia divina."
Pseudo-Agustín: "Porque el Padre de Cristo es aquel Divino Obrero que hizo todas estas obras de la naturaleza, que dispuso el arca de Noé, que ordenó el tabernáculo de Moisés, e instituyó el Arca de la alianza; aquel Obrero que pule la mente obstinada, y corta los pensamientos soberbios."
Hilario de Poitiers: "Y éste fue el hijo del carpintero que somete el hierro por medio del fuego, que prueba la virtud de este mundo en el juicio, y forma la ruda masa para toda obra de necesidad humana; la figura de nuestros cuerpos, por ejemplo, para las diversas ministraciones de los miembros, y todas las acciones de la vida eterna."
 San Jerónimo: "Y si se equivocan en su Padre, no es de extrañar que se equivoquen también en sus hermanos. Por eso se añade: ¿No es María su madre, y sus hermanos Santiago, José, Simón y Judas? Y sus hermanas, ¿no están todas con nosotros?"
 San Jerónimo: "Los que aquí son llamados hermanos del Señor, son hijos de una María, hermana de su Madre; ella es la madre de este Santiago y de este José, es decir, María la mujer de Cleofás, y ésta es la María que es llamada madre de Santiago el Menor."
Agustín de Hipona: "No es de extrañar, pues, que cualquier pariente por parte de madre sea llamado hermano del Señor, cuando incluso por su parentesco con José algunos son aquí llamados sus hermanos por los que le tenían por hijo de José."
Hilario de Poitiers: "Así el Señor no es tenido en honra por los suyos; y aunque la sabiduría de su enseñanza, y el poder de sus obras levantaron su admiración, no creen que hizo estas cosas en nombre del Señor, y le echan en cara el oficio de su padre. En medio de todas las obras maravillosas que hacía, se conmovían con la contemplación de su Cuerpo, y por eso preguntaban: ¿De dónde tiene éste estas cosas? Y así se ofendieron en él."
 San Jerónimo: "Este error de los judíos es nuestra salvación, y la condenación de los herejes, pues percibieron a Jesucristo como hombre hasta el punto de pensar que era hijo de un carpintero."
Crisóstomo: "Observad la misericordia de Cristo; se habla mal de Él, pero responde con dulzura; Jesús les dijo: No hay profeta sin honra, sino en su patria y en su casa."
San Remigio de Reims: "Se llama a Sí mismo Profeta, como también lo declara Moisés, cuando dice: Un Profeta os suscitará Dios de entre vuestros hermanos. (Deut. 18:18.) Y debe saberse, que no sólo Cristo, que es la Cabeza de todos los Profetas, sino Jeremías, Daniel, y los otros Profetas menores, tuvieron más honor y consideración entre los extranjeros que entre sus propios ciudadanos."
 San Jerónimo: "Porque es casi natural que los ciudadanos tengan celos unos de otros; pues no se fijan en las obras presentes del hombre, sino que recuerdan las flaquezas de su infancia; como si ellos mismos no hubieran pasado por las mismas etapas de la edad hasta su madurez."
Hilario de Poitiers: "Además, Él hace esta respuesta, que un Profeta es sin honor en su propio país, porque fue en Judæa que Él iba a ser condenado a la sentencia de la cruz; y por cuanto el poder de Dios es sólo para los fieles, Él aquí se abstuvo de las obras del poder divino a causa de su incredulidad; de donde se sigue, Y no hizo allí muchas obras poderosas a causa de su incredulidad."
 San Jerónimo: "No es que porque no creyeran no pudiera hacer sus maravillas, sino para que al hacerlas no estuviera condenando a sus conciudadanos en su incredulidad."
Juan Crisóstomo: "Pero si sus milagros suscitaban el asombro de ellos, ¿por qué no hizo muchos? Porque no miraba a la exhibición de sí mismo, sino a lo que beneficiaría a los demás; y cuando eso no resultó, despreció lo que pertenecía sólo a sí mismo para no aumentar su castigo. ¿Por qué, pues, hizo tan pocos milagros? Para que no dijeran: Hubiéramos creído si entre nosotros se hubiera hecho algún milagro."
 San Jerónimo: "O podemos entenderlo de otra manera, que Jesús es despreciado en su propia casa y patria, significa en el pueblo judío; y por eso hizo entre ellos pocos milagros, para que no estuvieran del todo sin excusa; pero entre los gentiles hace diariamente mayores milagros por medio de sus Apóstoles, no tanto para curar sus cuerpos, cuanto para salvar sus almas.